# 佛尔岗水库
佛尔岗水库是中国河南省许昌市长葛市境内的一座水库，位于双洎河上，建于1975年。水库正常库容为1325万立方米，集雨面积为1338平方千米，海拔为93米。